# گیریش کارناد
گیریش کارناد (کنادا: ಗಿರೀಶ್ ಕಾರ್ನಾಡ್؛ زادهٔ ۱۹ مهٔ ۱۹۳۸، درگذشته ۱۰ ژوئن ۲۰۱۹) زبان‌شناس، پدیدآور، کارگردان، هنرپیشه و مترجم اهل هند بود.

## فیلم‌شناسی
فهرست برخی از فیلم‌هایی که گیریش کارناد در آنها به ایفای نقش پرداخته‌است:
- تایگر زنده است (۲۰۱۷)
- شیوای (۲۰۱۶)
- گچ و تخته پاک‌کن (۲۰۱۶)
- ۲۴ (فیلم ۲۰۱۵) (۲۰۱۶)
- رانا ویکراما (۲۰۱۵)
- چاندرا (۲۰۱۳)
- زمانی تایگر وجود داشت (۲۰۱۲)
- ماسک (۲۰۱۲)
- آشیانه (۲۰۰۹)
- تصویر ۸×۱۰ (۲۰۰۹)
- آن روزها (۲۰۰۷)
- رشته (۲۰۰۶)
- اقبال (۲۰۰۵)
- اوه عزیزم (۲۰۰۴)
- هی رام (۲۰۰۰)
- پاسخ (۲۰۰۰)
- دروازه چین (۱۹۹۸)
- عصبانیت (۱۹۹۸)
- رویاهای لرزان (۱۹۹۷)
- منجی (۱۹۹۷)
- ترور (۱۹۹۶)
- پسر عاشق (۱۹۹۴)
- چایتانیا (۱۹۹۱)
- من برده نیستم (۱۹۸۶)
- جنگ من (۱۹۸۵)
- تو را قسم (۱۹۸۲)
- آهسته آهسته (۱۹۸۱)
- آشا (فیلم ۱۹۸۰) (۱۹۸۰)
- لامپ نگین‌دار (۱۹۷۹)
- صاحب (۱۹۷۷)
- تکان ناگهانی (۱۹۷۶)
- پایان شب (۱۹۷۵)
- جنگل (۱۹۷۳)
- درخت شجره‌نامه (۱۹۷۲)

## جوایز
وی همچنین برنده جوایزی همچون جوایز فیلم‌فیر شده‌است.